# Sinak (Indonésie)
Pour les articles homonymes, voir Sinak.
Sinak est un distrik (nom des kecamatan en Papouasie) de la province indonésienne de Papouasie. C'est aussi le chef-lieu du kabupaten de Puncak. Sa population était de ? habitants d'après le recensement de 2010.

## Incident
Le 28 décembre 2015, des hommes armés ont ouvert le feu sur un Twin Otter de la compagnie Trigana Air Service qui transportait 30 hommes de la Brigade Mobil (un corps militarisé de la police indonésienne) accompagné par le chef de la police de Papua, l'inspecteur général Paulus Waterpauw.
Leur but était de se rendre au poste de police de Sinak, qui avait été la cible de coups de feu la nuit précédente. Il s'agissait aussi de récupérer les corps de trois agents de police tués dans l'incident et de les transporter à Jayapura, la capitale provinciale. Un quatrième agent avait été blessé.